# Пам'ятник Магдебурзькому праву (Київ)
Пам'ятник Магдебурзькому праву в Києві (Колона Магдебурзького права, також Пам'ятник хрещення Русі; нижній пам'ятник святому Володимиру) — пам'ятник на честь повернення Києву Магдебурзького права, розташований в історичному урочищі Хрещатик. Монумент традиційно вважається найстарішим з існуючих пам'ятників у Києві.

## Загальні та історичні дані
Пам'ятник Магдебурзькому праву розташований на Дніпровських схилах, біля Набережного шосе на київському Подолі, в урочищі Хрещатик.
Пам'ятник був поставлений на честь повернення місту в 1802 році Магдебурзького права, яке воно вперше дістало ще у XV столітті. Цю подію кияни святкували три дні ілюмінаціями й балами, а пізніше зібрали 10 тис. руб. на будівництво каплиці й пам'ятника з фонтаном. Автором пам'ятника вважають київського архітектора Андрія Меленського, проте існує версія, що автором був київський губернський архітектор Олексій Ельдезін. Цегляний павільйон над джерелом було освячено 15 серпня 1802 року.
Друга назва монумента — нижній пам'ятник святому Володимиру — пояснюються тим, що за легендою на цьому місці князь святий рівноапостольний князь Володимир хрестив дванадцятьох своїх синів. Існує версія, що у Петербурзі посвяту на монументі зі згадкою про князя зрозуміли так, що і сама колона є пам'ятником Володимиру, або ж кияни навмисне представили споруду саме так — щоб не викликати монаршого гніву. Імператор Олександр I і справді був обурений тим, що його завчасно не сповістили про спорудження монумента. Генерал-губернатора Андрія Фенша пізніше навіть було зміщено з посади.
Офіційно «Магдебурзьку колону» надалі іменували саме пам'ятником Володимиру. З 1804 року митрополит Серапіон проводив хресні ходи до пам'ятника з метою освячення води. Але традиція ця тривала недовго = поки в Києві зберігалося магдебурзьке право. Таблицю, яка викликала плутанину, залишили на пам'ятнику — як своєрідну «епітафію міській свободі».

## Опис

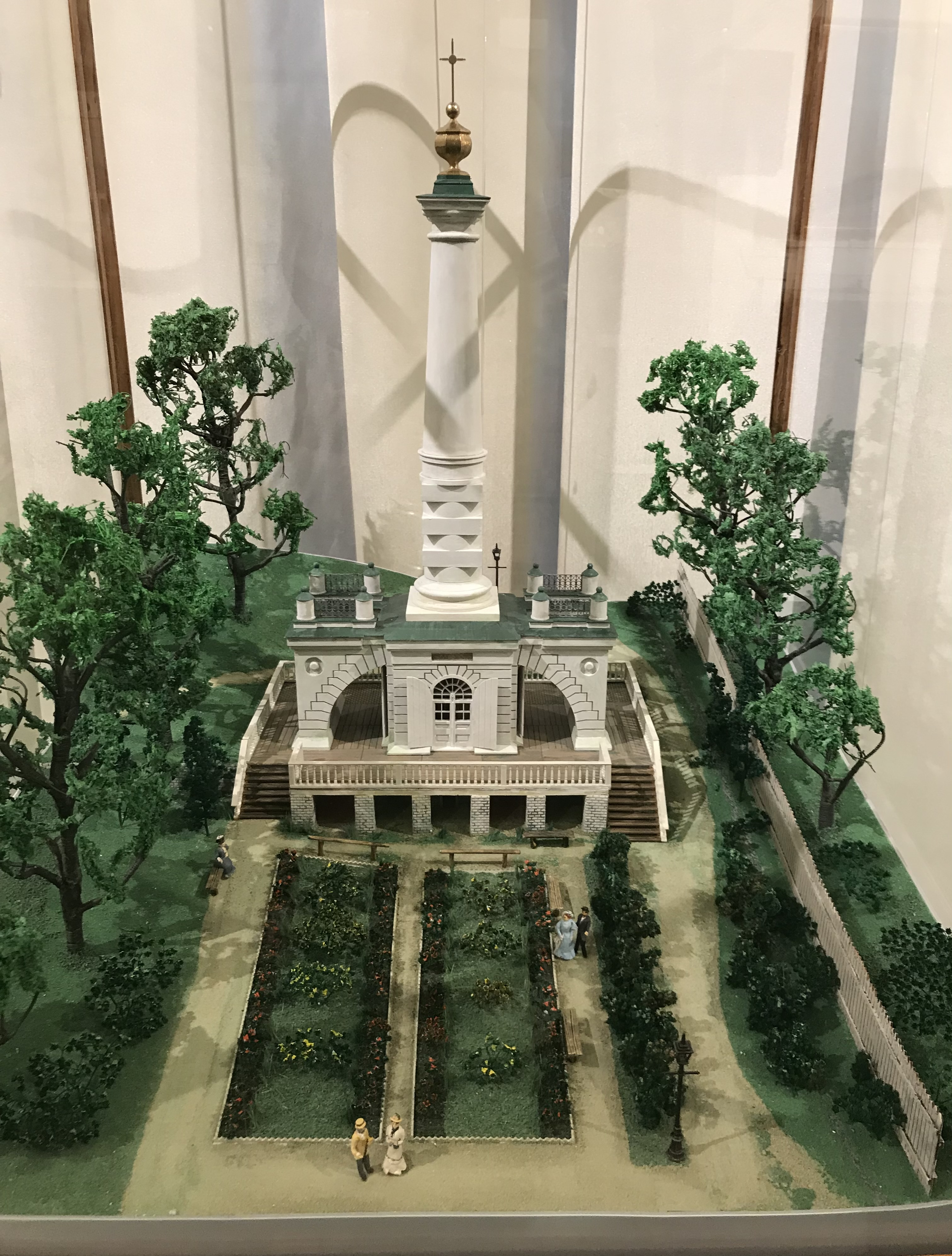
Макет памʼятника Магдебурзькому праву. Музей історії міста Києва

Являє собою колону тосканського ордера, висота монумента — 18 м, завершенням служить куля з хрестом. Постамент — три арки на цегляній основі, над ним колона перехоплена трьома рустами, вище — пояс декоративний у вигляді колони. Зразок монумента доби класицизму.
Поступово колона прийшла в аварійний стан, вода в джерелі була непридатна для вживання. У 1843–1849 хресні ходи не проводилися. Історик Микола Закревський писав: «Залишилася тільки самотня обідрана колона у пам'ять про вже не існуючі права».
У 1861 році було покладено початок відновленню пам'ятника — на гроші скрипаля М. Демиденка очистили колодязь. У 1863 році пам'ятник переведено у відомство Києво-Печерської лаври. Закревський залишив спогади про те, що в той час довкола басейну були розташовані сім лебедів, із дзьобів яких струменіла вода.
У 1867 році провели ремонт пам'ятника. У 1881 році Лавра офіційно відмовилася від володіння каплицею — через те, що вона розташована далеко від території самої Лаври. За рік монумент передали Подільській Хрестовоздвиженській церкві, у 1906 році — Братському монастирю. У 1912 року складено акт-огляд пам'ятника, огляд навколишньої території — пам'ятник знову перебував у аварійному стані. Попри це, путівники досі запрошували до нього туристів і паломників.
У 1914–1915 роках спорудили сходи, що з'єднали Олександрівський узвіз і набережну Дніпра.
Капітальний ремонт проводився у 1913 році під керівництвом Михайла Бобрусова, у 1963 році — Валентини Корнєєвої, у 1987 році — Ірини Малакової, Віталія Отченашка, Марії Кадомської.
У радянський час хрест з монумента було знято. Нині його відновлено.

## Зображення

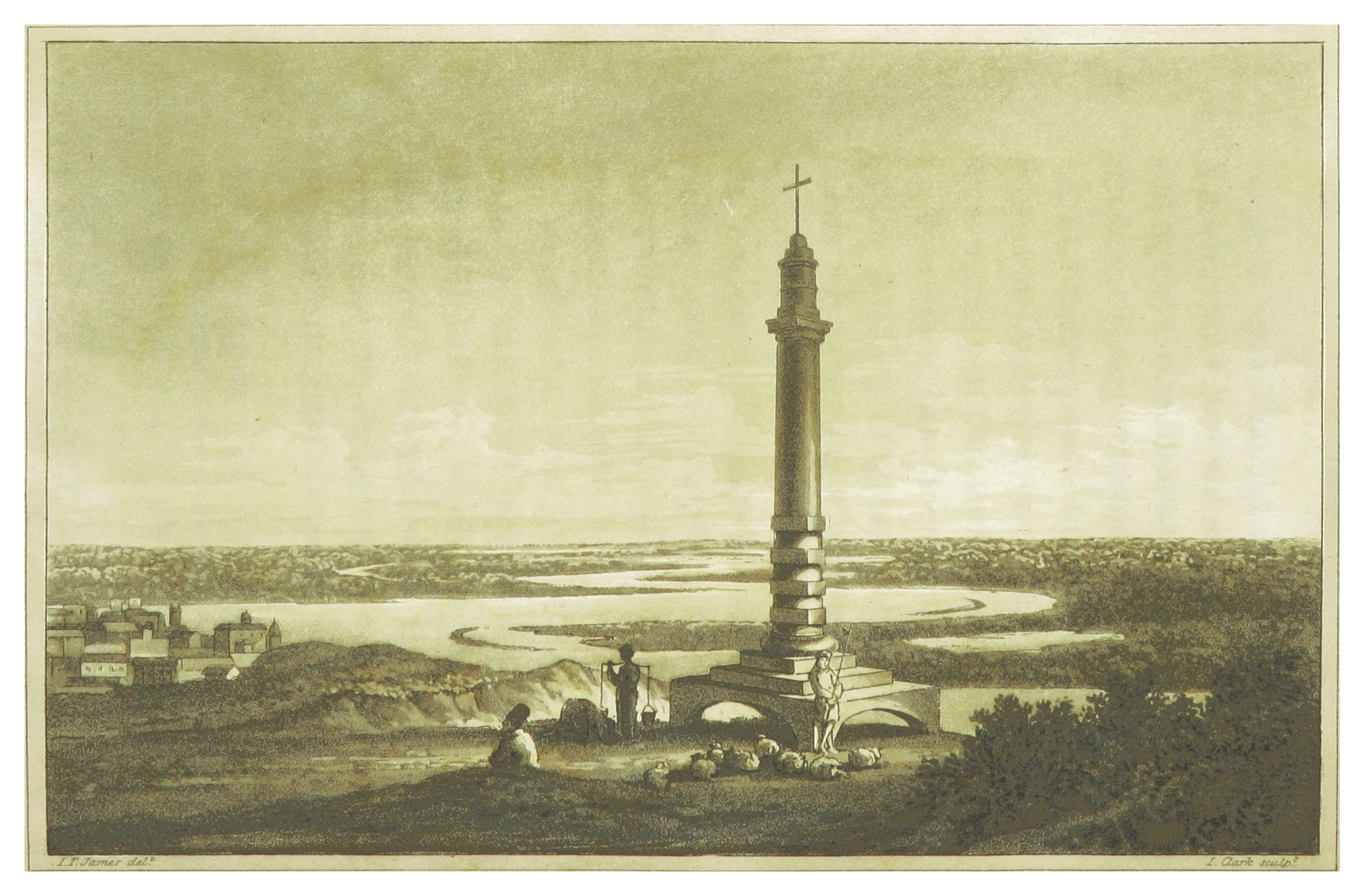
Колона в 1814 році
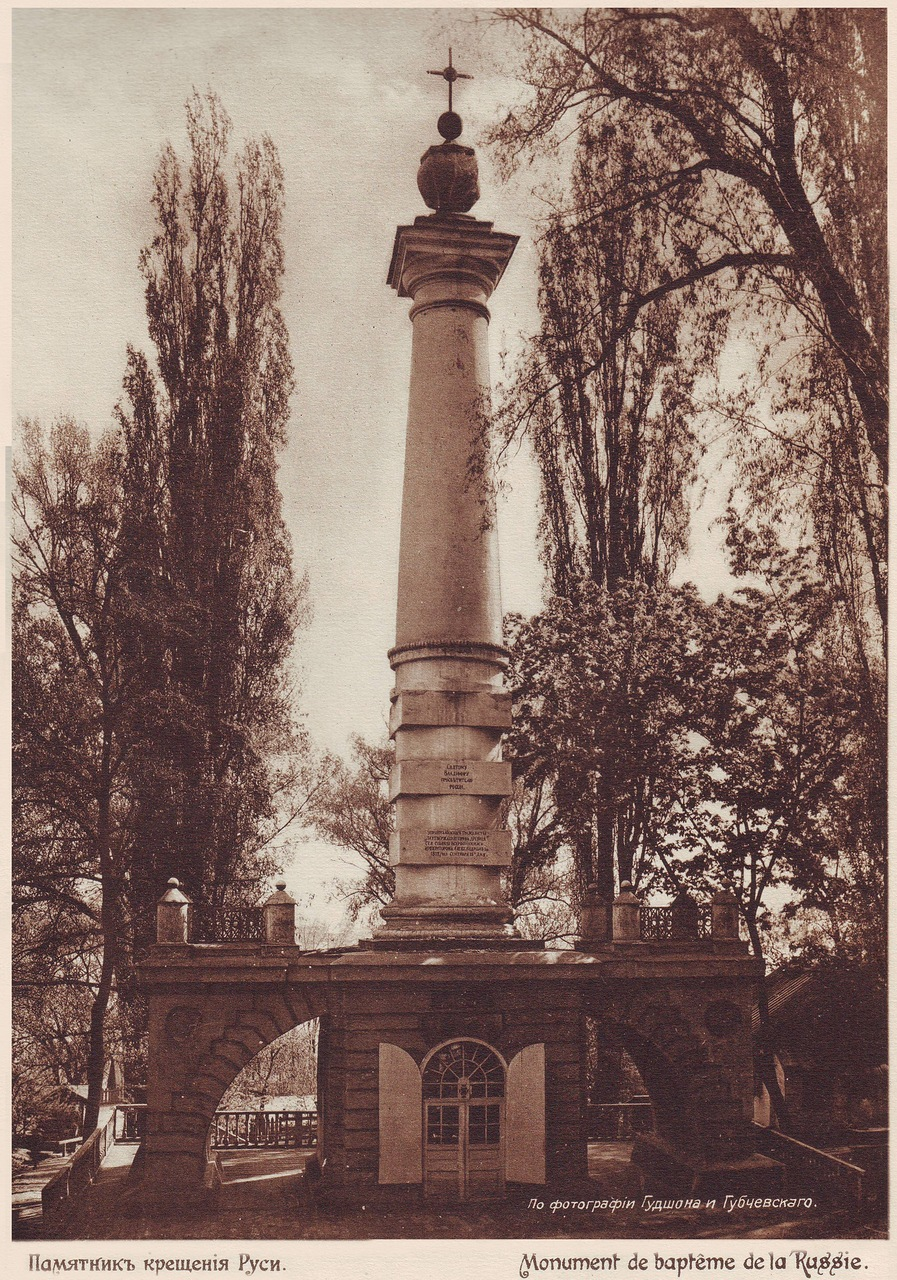
Пам'ятник на початку 1910-х років
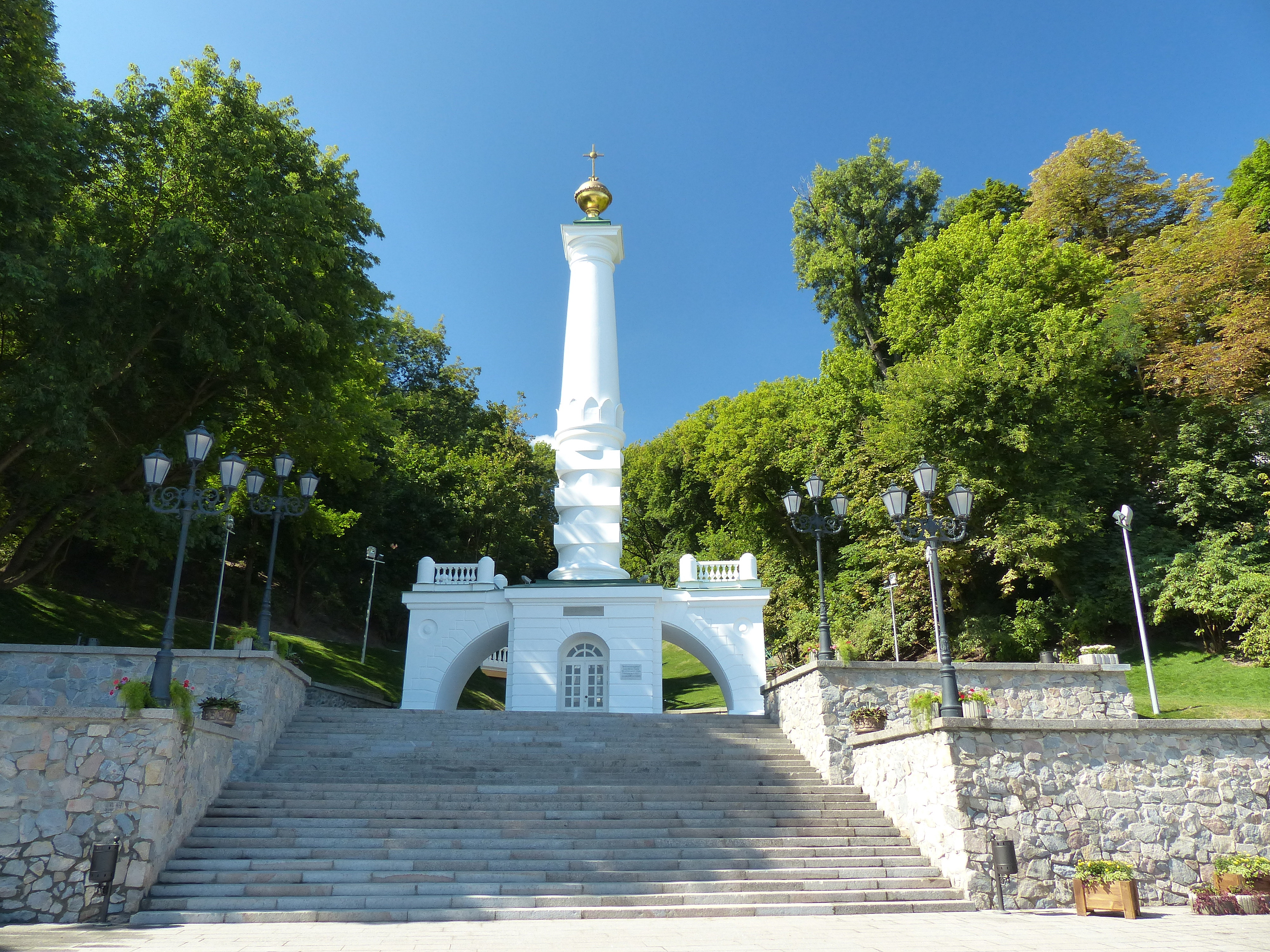
Один з ракурсів виду на пам'ятник
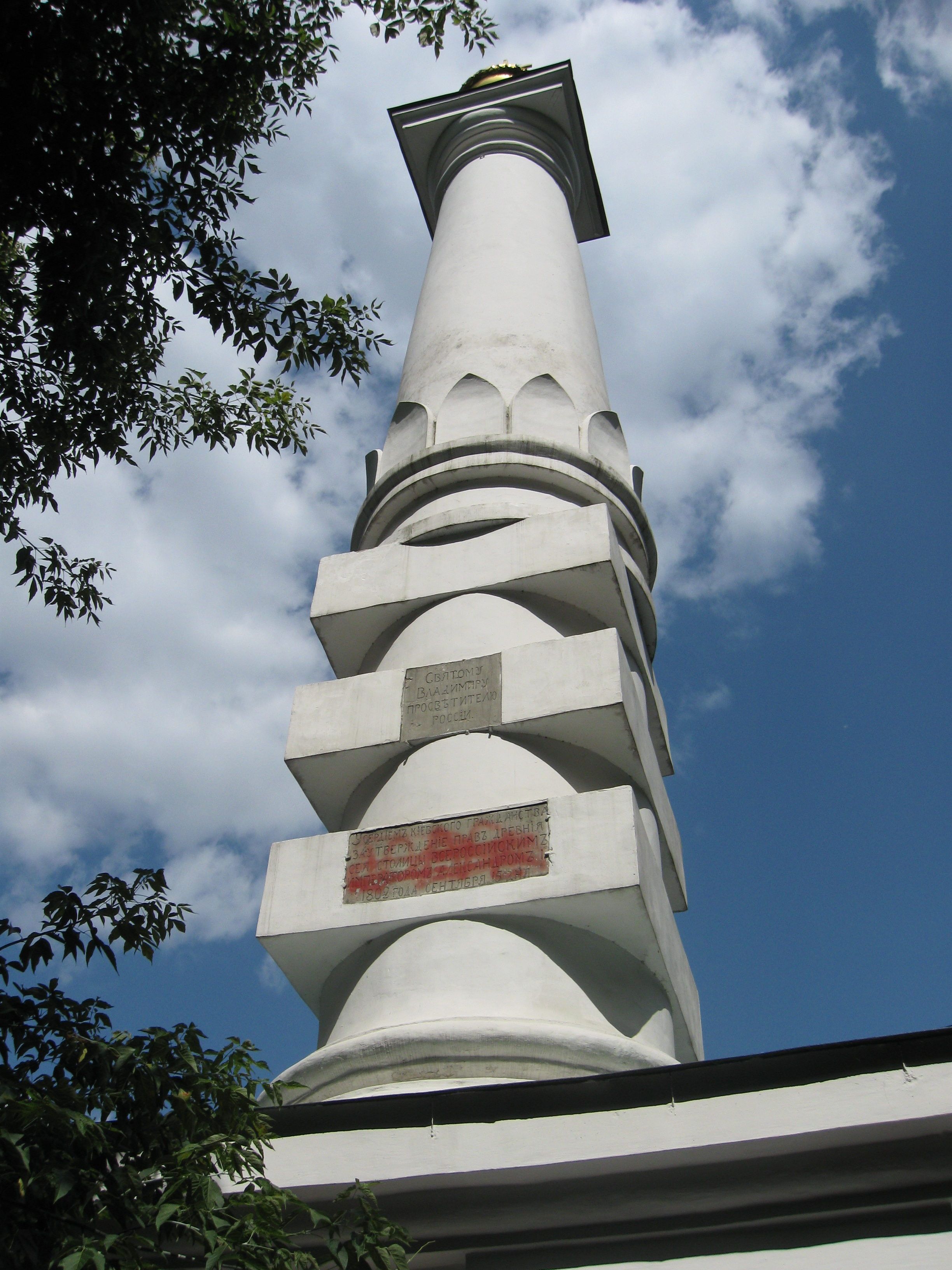
Колона з тильного боку
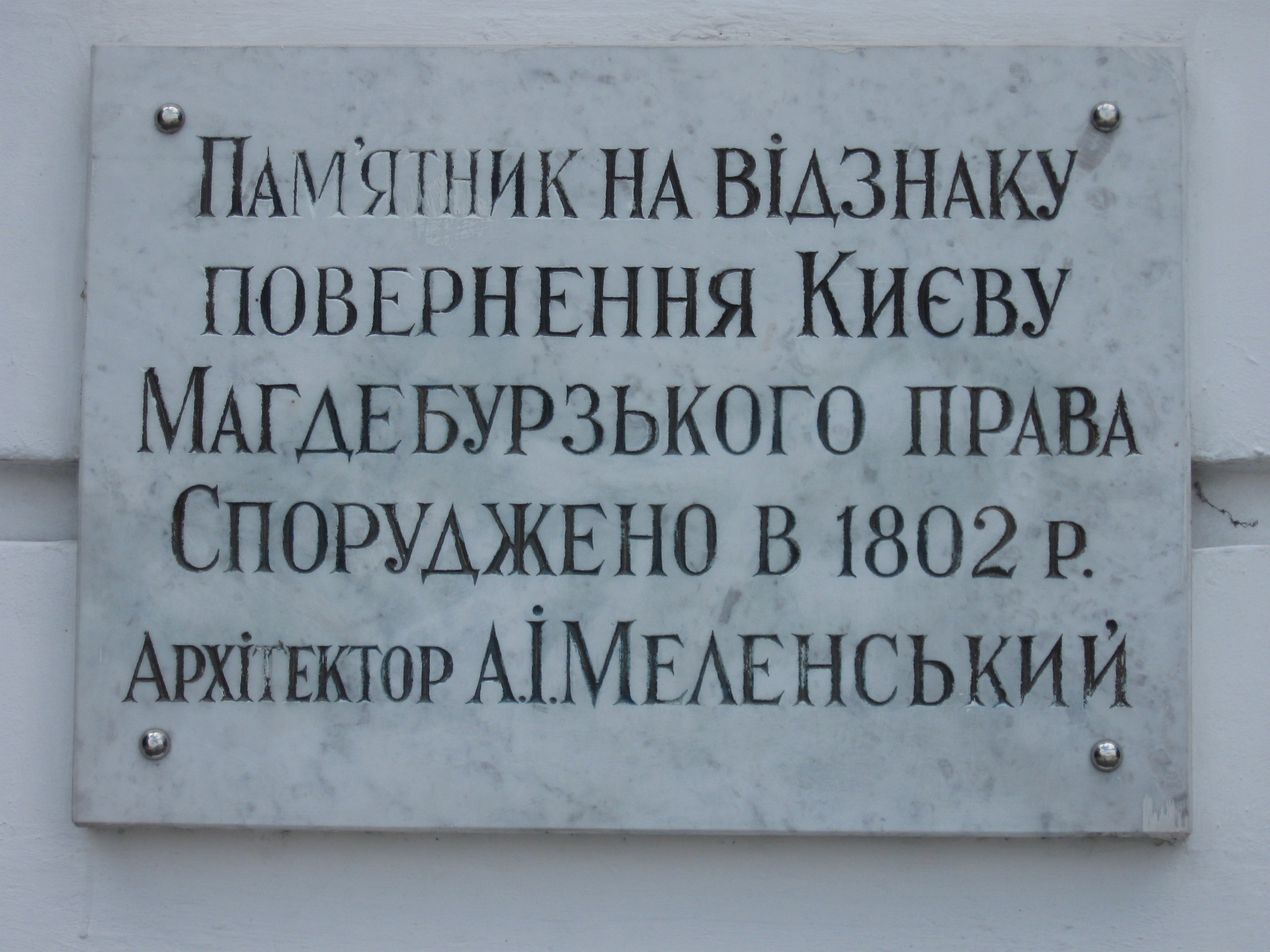
Інформативна дошка на пам'ятнику
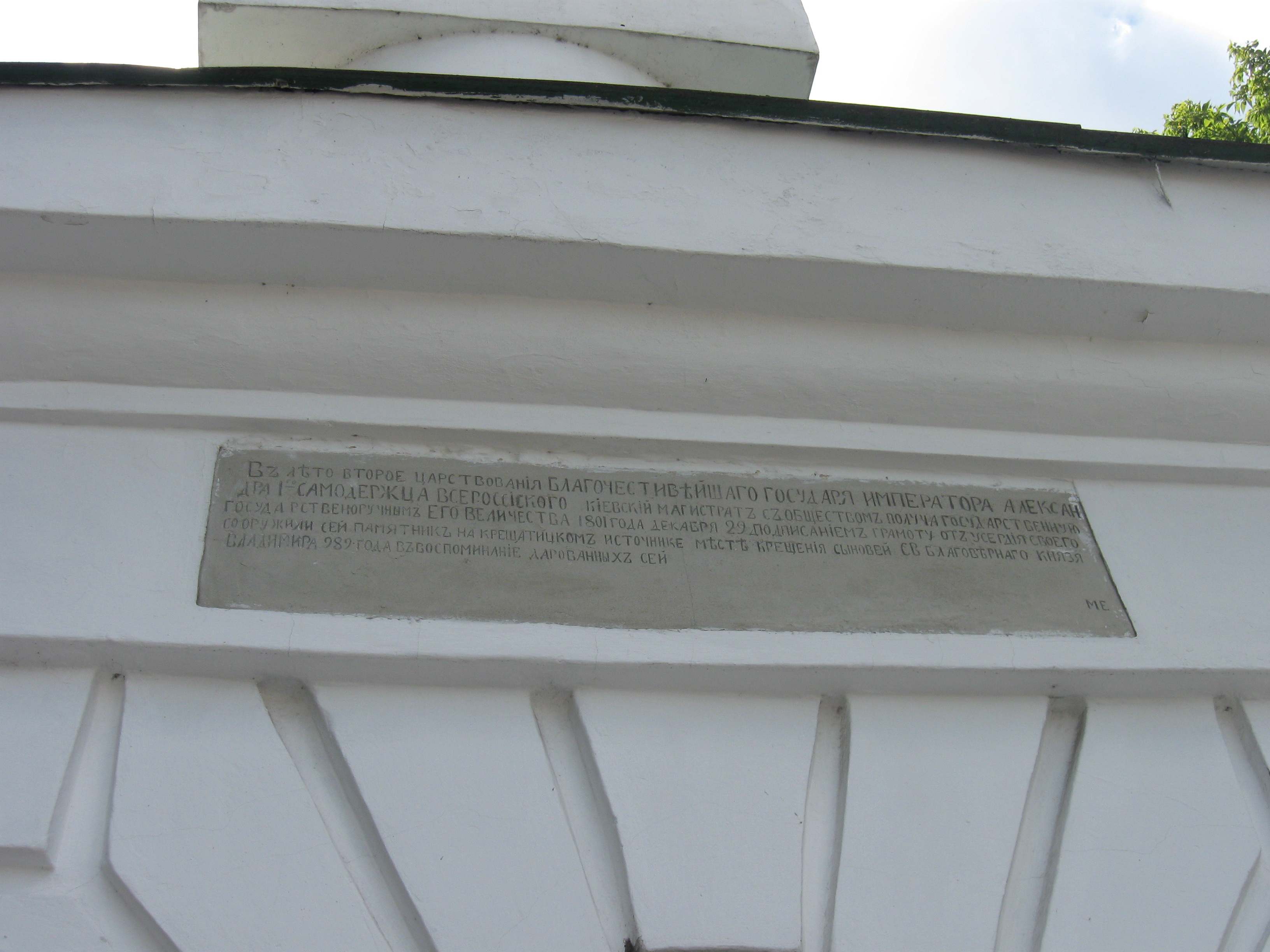
Напис на постаменті пам'ятника